# Lago Vozhe
El lago Vozhe (del ruso: Воже озеро), Vozhe ózero, también conocido como lago Charondskoye (del ruso: Воже, Чарондское), es un lago localizado en la parte norte del óblast de Vólogda, en Rusia, perteneciente a la cuenca del río Onega. Tiene un área de 416 km², drena una cuenca de 6.260 km² y tiene un volumen de agua de 1,08 km³. El lago es de forma ovalada, alargada de norte a sur, y tiene una longitud de 64 km y un ancho de 7 a 16 km. A pesar del gran tamaño, tiene poca profundidad (media de 1,2 m y máxima de 5 m). 
El lago Vozhe drena a través del río Svid en el lago Lacha, del que sale el río Onega. El lago está situado en un terreno llano y sus costas son bajas y pantanosas. El pantano más grande, la ciénaga de Charonda, está situado en el lado sureste del lago. Una veintena de ríos desembocan en el lago Vozhe, incluyendo el Vózhega y el Módlona. El lago se congela en octubre-noviembre (algunas partes congelan hasta el fondo) y queda bloqueado por el hielo hasta mayo.
Administrativamente, el lago está dividido entre los raiones de Kirílov (oeste) y Vózhega (este) del óblast de Vólogda. La costa norte pertenece a los distritos de Kárgopol y Kónosha del óblast de Arcángel, pero el límite entre sujetos federales está trazado de tal manera que toda la zona del lago está en el óblast de Vólogda. En cuanto a tamaño, el lago Vozhe es el tercer lago natural del óblast de Vólogda (detrás del lago Onega y del lago Béloye y justo por delante del lago Kúbenskoie) y es el cuarto lago (también detrás del embalse de Rýbinsk).
Históricamente, el lago Vozhe estaba en la ruta comercial que conectaba las cuencas del Volga y del Onega a través del río Sheksná.
Hay una gran isla en el lago, la isla Spasski, de unas 10 hectáreas, en la que se conservan las ruinas de un antiguo monasterio.
El único lugar habitado en las orillas del lago es el pueblo de Charonda, un antiguo asentamiento comercial fundado en el siglo XIII, que actualmente está ocupado por una población de menos de diez personas y permanece casi desierto. Charonda no tiene conexiones permanentes con tierra. Antiguamente, el pueblo de Vasilyevskaya se encontraba en la orilla norte. Tenía una estación de tren, la estación de Svid, de la línea que conectaba el asentamiento de Yértsevo y el pueblo de Sovza, situada al oeste del lago. En Sovza estaban operando una serie de campos de prisioneros y el ferrocarril se utilizaba para el transporte de madera. En 2006 se cerraron los campos de prisioneros y Sovza fue destruida y el ferrocarril demolido. El pueblo de Vasílievskaya actualmente no tiene población permanente.
El lago es rico en peces, como la perca, el lucio, el ide, la dorada y otras especies, y en él se practica la pesca.